# 五役
五役（ごやく）は、江戸幕府における職制。御駕籠之者（おかごのもの）・御中間（おちゅうげん）・御小人（おこびと）・黒鍬之者（くろくわのもの）・御掃除之者（おそうじのもの）の5つの総称である。
御目見以下の御家人が就任する職で、番衛・御使・土木・運搬・清掃といった江戸城城内における雑事を担当した。それぞれの役の頭を「五役の頭」といった。目付の配下で、全て譜代席で世襲制であった。そのため、病気などで勤務ができない者は小普請に編入され、後に目付支配無役となった。
なお、ここでいう御中間は、武家奉公人の中間とは異なる。

## 御駕籠之者
将軍や世子が乗る駕籠を担ぐ者。単に駕籠之者とも称する。20俵2人扶持だが、三河以来の家柄であれば、役高5人扶持も別に与えられた。3つの組に分けられ、各組に駕籠之者頭と世話役が1人ずつ置かれた。御駕籠之者は西丸にも設置されていて、駕籠之者頭も別に存在した。徳川家康の存命中には御駕籠頭1人・御駕籠之者31人がいたという記録があり、時代が下るにつれて人員は増加した。将軍の出御に際して、黒木綿の表に茶色の裏付の半纏を賜った。将軍の身近に仕える立場のため、たとえ親兄弟であろうとも「一切洩す申間敷事」という起請文を書かされた。
駕籠之者は世襲制ではあったものの、身長が低い者では駕籠を担ぐのに支障があるため、背の高い養子を取り家を継がせることもあったという。身長が低く御用を勤められない者は、同僚にその役目を代わってもらわねばならず、「濡手当」という別途支給される手当を貰えなかった。
元和2年（1616年）、御小人や御中間とともに本郷湯島にある組屋敷を拝領。当初は駿河町といったが、元禄9年（1696年）に三組町と改称された。寛文3年（1663年）に本所四つ目手前にも組屋敷が与えられた。明和9年（1772年）の明和の大火の後、三組町の組屋敷は本郷春木町に、本所四つ目の組屋敷は谷中の七面前に代地を与えられ、その後巣鴨に移転。寛政2年（1790年）11月に御駕籠頭1人と御駕籠之者16人が、四谷鮫ヶ橋の組屋敷を拝領された。

### 駕籠之者頭
駕籠之者を統括した役職。城中の席次は焼火之間詰で、目付支配。享保9年（1724年）7月に60俵高と決められる。駕籠之者頭は、駕籠之者から登用されるほか、御駕籠之者世話役や小人目付、御広敷仕丁だった者が、この職に就くのが通例だった。西丸の駕籠之者を統率した西丸駕籠之者頭も2名おり、これも60俵高の焼火之間詰で裃役であった。
駕籠之者世話役は、頭の指揮下で御駕籠之者を監督した。世話役は御駕籠之者と同じ20俵2人扶持。三河以来の家柄の者は20俵5人扶持を給された。

## 御中間
江戸城内の御長屋門・大奥御長屋門・御台所前新土戸・大奥前仕切土戸などの警備や、御使い、将軍が遠出する際の随行などに従事した者。15俵1人扶持の羽織袴役で、譜代席。単に中間ともいう。
定員は540 - 560人。これを大中小の三組に分け、大組には組頭4人、中組と小組はそれぞれ組頭3 - 4名ずつがおり、これを御中間頭3人が統括していた。
中間からの出役として、旗御指之者・御持鑓之者・御馬髪巻役（おうまのかみまきやく）・扶持賄・御供組頭・御中間目付・御使之者・御番・大奥塀仕切戸番・大奥御長屋門番・大奥締戸番・御太鼓櫓下土戸番・西丸御長屋門番・西丸御納戸口番・奥表仕切戸番・二の丸御長屋門番・二の丸御台所脇門番・西丸下御用屋敷門番・御厩定番・御広敷門番などがあった。御役米の量はそれぞれ異なり、旗御指之者は15俵、御持鑓之者には5俵半人扶持、御馬髪巻役には5俵が支給された。
三河以来の家柄である10数家は、他の中間の家よりも俸禄は多かった。
宝暦3年（1753年）10月、次男・三男から27人が新たに御中間となった。ただし、この者たちは譜代席ではなく抱席扱いであり、これ以後は譜代席と抱席の双方が置かれることとなった。
中間には、他に西丸御台所中間や、二の丸中の口門に勤める二の丸御中間もいた。

### 中間頭
御中間を統括する職。目付支配。台所前廊下下之方。御目見以下で80俵高。3つの組に分けられた中間を、3名の中間頭が支配した。焼火之間詰で、譜代席の裃役。役料として10俵1口を支給。各組にいた触番世話役にも若干の手当が支給された。

### 中間目付
御中間の監察にあたる職務。中間から任用されたため、中間目付と呼ばれた。目付の下僚にあたる。牢屋敷の見廻りや、目付の遠国御用の随行、勘定所や町奉行所への出役など、職務は小人目付と同様であった。人数は50人で、15俵1人扶持。

## 御小人
江戸城中の女中や奥役人が出入りする際の供奉や玄関・中之口などの警備、御使や物品の運搬などを職務とした者。単に小人とも呼ばれる。15俵1人扶持だが、三河以来の家柄18家の場合は35俵2人扶持や32俵1人扶持であった。総数は500名ほど。将軍の装束御成りの際には、10数人が選ばれ、2人交替で御馬の口取りも行った。熨斗目に白張を着用し烏帽子を冠って、将軍の手筒や蓑箱などを持ち、亀井坊1人・馬験（うまじるし）5人・長刀7人・小道具20人・賄6人・草履方10人・日傘持1人が随行した。
御小人からの出役は、小馬験役之者・亀井坊・御長刀役之者・御小道具役之者・扶持賄・御使組頭・草履取・御小人目付・西丸御小人目付・御日傘持・御小人押・御玄関番・西丸御玄関番・中之口番・西丸中之口番など。小馬験役之者は役料35俵、亀井坊は20俵、御長刀役之者は15俵、御小道具役之者には5俵がそれぞれ支給された。
小人組と呼ばれる3つの組に分けられ、各組に小人頭1人と小人組頭2名が置かれた。また、西丸や二の丸、勘定所や広敷、甲府役人にも小人は設置された。
宝暦10年（1760年）3月、小人の子息12人を登用し、新規抱とした。
江戸時代末期には、本郷金助町と湯島切通に役所を設置し、御小人を両所に分けて所属させた。それぞれに触番を数名ずつ置き、使者（つかいもの）という御小人を江戸城に派遣し、小人頭から役割書を受け取り、夕刻に参集する御小人に翌日の分掌を伝達する仕組となっていた。
幕末には兵制改革により撤兵その他に編入された。

### 小人頭
御小人を統括した役職。焼火之間詰の裃役で80俵高。譜代席で御目見以下。定員3人。目付支配。配下の御小人の中から才のある者を選び、身近において御小人たちへ分掌を伝達する際の記録や調査を行わせた。
古くから設置されていた職務であり、『駿府政事録』の慶長2年（1597年）12月9日の条に、御小人頭の記録が残っている。西丸の御小人にも小人頭がおり、慶安3年（1650年）9月には西丸小人頭が2人いたという記録がある。

## 黒鍬之者
江戸城内の土木工事や堀・水路の清掃、通信文の伝達などを行った者。詳細は黒鍬を参照。

## 御掃除之者
江戸城内その他の清掃や、御使・物品の運搬をする職。詳細は掃除之者を参照。